# Los Iros-Erin
Los Iros-Erin es una localidad de Trinidad y Tobago, que forma parte de la región de Siparia.

## Geografía
La localidad abarca parte de la isla Trinidad y limita al norte con Erin y Rancho Quemado y al sur, este y oeste con el canal de Colón.

## Demografía
Datos demográficos de la localidad de Los Iros-Erin:
| Gráfica de evolución demográfica de Los Iros-Erin entre 2000 y 2011 |
|                                                                     |